# 220-kV-Leitung Weisweiler–Lutterade–Jupille

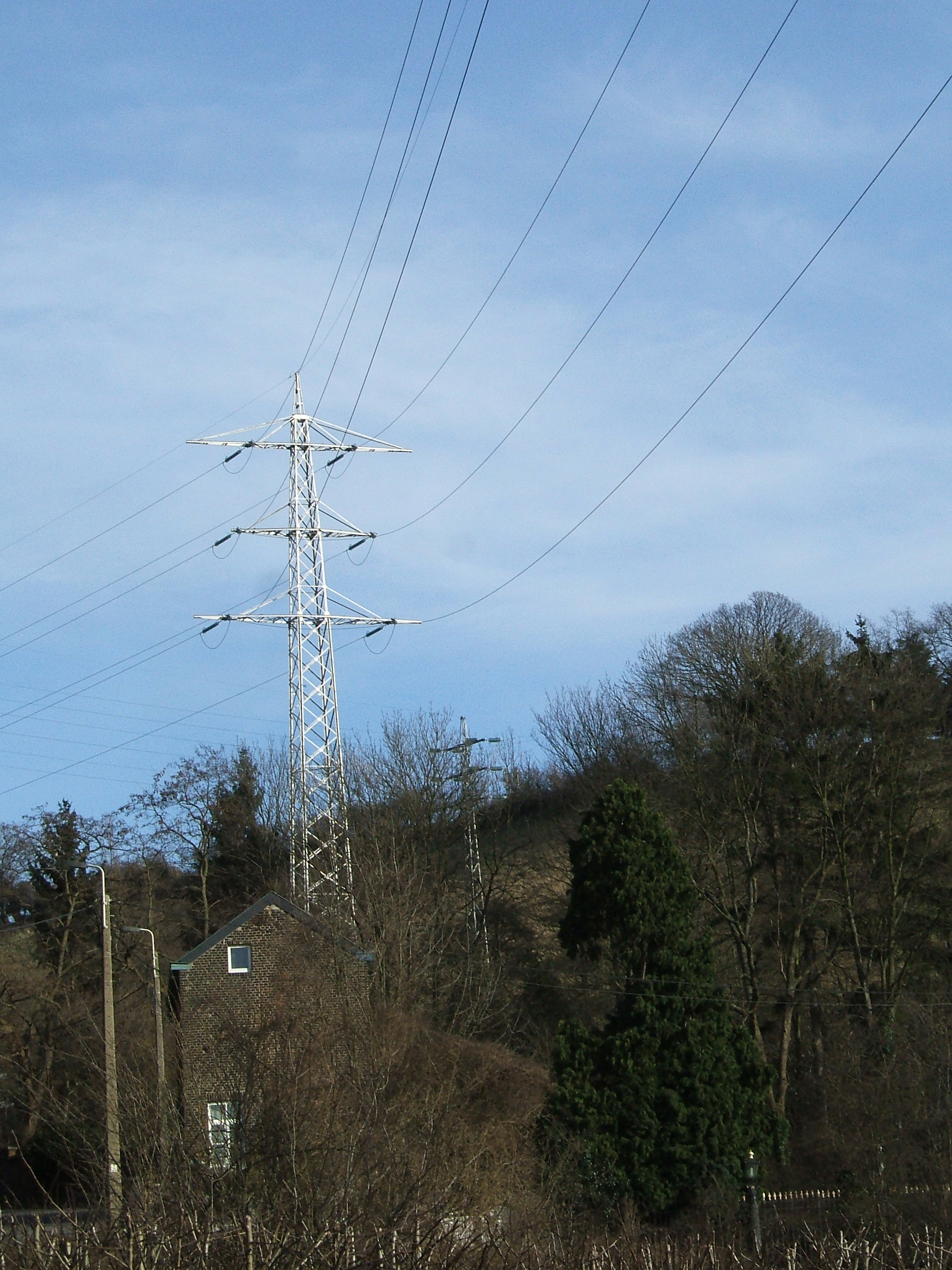
Abspannmast der Freileitung in Belgien

Die 220-kV-Leitung Weisweiler–Lutterade–Jupille war eine Hochspannungsfreileitung, die zur Zeit des Zweiten Weltkriegs durch das RWE errichtet wurde. Schon nach Besetzung der Benelux-Staaten im Mai 1940 war beabsichtigt, einen Zugriff auf dortige Kraftwerke herzustellen. Bis 1944 wurde die Anbindung an ein Zechenkraftwerk in Zuid-Limburg und ein Umspannwerk im Lütticher Raum über eine 220-kV-Leitung realisiert, die über deutsches, niederländisches und belgisches Staatsgebiet führte. Das niederländische Umspannwerk Lutterade war über eine Einschleifung mit der Leitung verbunden.
Nach Ende des Zweiten Weltkriegs wurde für eine kurze Zeit elektrische Energie aus dem RWE-Netz zu Reparationszwecken nach Belgien und in die Niederlande ausgeführt, ehe nach dem Synchronschluss des (west)europäischen Verbundnetzes die Leitung eine wichtige Brücke zwischen dem deutschen und den westeuropäischen Stromnetzen bildete. In den 1970er Jahren wurde der vormalige Abzweig nach Lutterade von der restlichen Leitung getrennt und in eine bis heute bestehende 150-kV-Leitung umgewandelt. Der Großteil der Leitungsstrecke zwischen Aachen und Visé inklusive der beiden Querungen der Staatsgrenze wurde in den 1980er Jahren abgebaut. Bis zur Inbetriebnahme der Gleichstromverbindung ALEGrO im November 2020 bestand zwischen dem deutschen und dem belgischen Übertragungsnetz somit keine direkte Verbindung mehr.
In allen drei von der Leitung durchquerten Ländern befinden sich nach vie vor noch Abschnitte der Leitung auf Originalmasten: In Deutschland zwischen dem Umspannwerk Weisweiler und Kohlscheid mit 110 kV, in den Niederlanden ein Großteil des ehemaligen Abzweigs von Schoonbron nach Lutterade mit 150 kV und in Belgien nahezu der gesamte auf dem Staatsgebiet verlaufende Abschnitt zwischen Visé und Jupille mit 220 kV Spannung.

## Geschichte
Nach dem am 10. Mai begonnenen Westfeldzug, in dem das Deutsche Reich Frankreich und die Benelux-Länder besetzte, sah das RWE im Zugriff auf dortige Energieressourcen eine Möglichkeit, weitere Kapazitäten für die Kriegswirtschaft zu erschließen. Das Reichswirtschaftsministerium ordnete in einer Mitteilung vom 22. Mai 1940 an, „zur Deckung des Energiebedarfs in Westdeutschland zwischen den holländischen Kraftwerken und dem Höchstvoltnetz des RWE schnellstmöglich eine leistungsfähige Verbindung herzustellen“. Drei Tage später legte Arthur Koepchen, technischer Vorstand des RWE, einen Plan zur Anbindung der besetzten Länder Frankreich, Belgien und die Niederlande ans westdeutsche Netz vor. In diesem waren drei Verbindungen enthalten:
- Kleve – Centrale Gelderland Nijmegen (Niederlande)
- Brauweiler – Jupille (Belgien)
- Jupille – Landres (Frankreich)[2]

Das Ministerium genehmigte diese Vorhaben am 30. Mai 1940.
Vordringlichstes Projekt war die Anbindung Belgiens, diese wurde mit der „Nutzbarmachung belgischer Reserveleistungen für Deutschland“ begründet. Man ging von einem Lieferumfang von 200 MW elektrischer Leistung aus, ein Anschluss an die Zechenkraftwerke im Limburger Steinkohlerevier hätte weitere 100 MW an „Überflussstrom“ umfasst. Von Jupille aus hätte in einem weiteren Schritt eine Leitung weiter nach Westen bis ins Nordfranzösische Kohlerevier gebaut werden sollen, hierfür existierten fortgeschrittene Pläne. Zum Bau der Leitung auf belgischem Gebiet war vorgesehen, Material für Masten und Leiterseile aus örtlichen Rohstoffen herzustellen, zumal das Lütticher Becken ein Zentrum der Stahlindustrie war und noch immer ist. Für den Abschnitt zwischen dem Kraftwerk Zukunft bei Weisweiler und der Grenze zu Belgien sollte beschlagnahmtes Material aus dem besetzten Polen genutzt werden.
Um die elektrische Energie aus Belgien nach Deutschland zu transportieren, schloss das RWE am 5. Oktober 1940 einen Vertrag mit der Societé pour la Coordination de Production et du Transport de l'Energie (CTPE) ab, dem Zusammenschluss der größten belgischen Stromerzeuger. Darin wurde festgelegt, jährlich 600 Millionen kWh im Wert von 7 Millionen Mark nach Deutschland zu liefern. Nach einem weiteren Jahr war die Verbindung Brauweiler–Jupille schließlich fertiggestellt, sodass im Herbst 1941 erstmals Strom durch die Leiterseile floss. Neben der direkten Leitung von Deutschland nach Belgien, die ein Stück über niederländisches Gebiet führte, entstand ein Abzweig zum Umspannwerk Lutterade, wo das Zechenkraftwerk der Staatsmijn Maurits einspeiste.
Nachdem 1942 der Strombezug aus Belgien und den Niederlanden in vollem Umfang aufgenommen worden war, fiel die produzierte Strommenge im Zechenkraftwerk bei Lutterade geringer aus als erwartet, sodass im Winter 1943/44 Aushilfslieferungen aus Deutschland in die Niederlande nötig wurden. Auch nach Belgien musste aushilfsweise Strom transportiert werden, da verringerte Kohlemengen und Bombardierungen der Alliierten den Betrieb beeinträchtigten – die belgische Industrie war stark in die deutsche Rüstungsindustrie involviert.
Ein schon 1941 existierender Alternativplan sah eine Direktanbindung ans bestehende RWE-Umspannwerk Trier durch Luxemburg vor. Man erhoffte sich, ab 1943 durch die bereits geplante Verbindung von Jupille über Aubange nach Landres in Lothringen Abhilfe zu schaffen. Für diese Leitung sollte Material aus einer demontierten 150-kV-Leitung des französischen Netzes zwischen Creney und Kembs verwendet werden. Dieser Plan wurde vom Generalinspekteur für Wasser und Energie in einer Mitteilung vom 16. Juli 1943 abgelehnt, für das Material wurde stattdessen eine ohnehin ungenutzte 150-kV-Leitung der Elsässischen Transport AG (Elentra) zwischen Anould und Rothau abgebaut. Das RWE verpflichtete sich allerdings, nach Kriegsende diese Leitung innerhalb von 2 Jahren wieder aufzubauen.
Der für die Zeit typische Materialmangel sorgte für eine Verzögerung in der Fertigstellung, sodass die Verbindungen auf dem zweiten System des Mastgestänges zwischen Brauweiler und Lutterade erst 1944 mit 110 kV Spannung in Betrieb gehen konnten. Nach Belgien führte nur ein 220-kV-Stromkreis. Die zweite Anbindung an die Niederlande über die Leitung von der Centrale Gelderland der Provinciale Geldersche Electriciteits-Maatschappij (PGEM) zum Umspannwerk Kleve ging im Juni 1944 mit einem 110-kV-Stromkreis in Betrieb. Unter dem Titel „RWE Anschluß Westgebiete“ waren alle Relationen mit Stand Ende 1944 aufgezeichnet:
- 220-kV-Stromkreis Brauweiler – Jupille mit Abzweig nach Lutterade
- 110-kV-Stromkreis Brauweiler – Kraftwerk Fortuna
- 110-kV-Stromkreis Kraftwerk Fortuna – Kraftwerk Zukunft
- 110-kV-Stromkreis Kraftwerk Zukunft – Lutterade

Der RWE-Geschäftsbericht von 1944 vermeldete die Inbetriebnahme der beiden Leitungen, was euphemistisch als „Netzerweiterung“ bezeichnet wurde, obwohl die tatsächliche Intention einem Ressourcenraub entsprach.

„Eine 220.000-Volt-Verbindung von der Station Brauweiler zu einer neuen Station in Jupille in Belgien wurde hergestellt, ebenso eine Leitung nach Holland und eine weitere Verbindung unter Fortsetzung einer 220.000-Volt-Leitung von Koblenz nach Landres in Frankreich in Angriff genommen, um so einen Stromaustausch mit Belgien, Holland und Frankreich in die Wege zu leiten, wie er schon mit der Schweiz über die Station Tiengen am Oberrhein nach dem Kraftwerk Klingnau der Aarewerke bestand.“

Der Fortschritt des Krieges sorgte für eine Verlagerung der Deutschen Kriegsproduktion auch nach Westen, sodass zur Sicherstellung dieser vermehrt Elektrizität nach Belgien und Frankreich transportiert wurde. Eine gänzlich andere Aufgabe bekamen die beiden Leitungen – zwischen dem deutschen und französischen Netz existierte noch immer keine Verbindung – nach der Kapitulation der Deutschen Wehrmacht und dem Kriegsende im Mai 1945. Nun standen Reparationen im Vordergrund, die in Stromlieferungen aus dem deutschen Netz gesehen wurden. Die Besatzungsmächte drängten auf die schnelle Wiederinbetriebnahme der Leitung Brauweiler – Lutterade – Jupille und den Bau einer Leitung zwischen deutschem und französischem Netz. Letztere ging im März 1946 auf einem provisorischen Holzmasten-Gestänge als direkte Verbindung Koblenz – Landres in Betrieb.
Die nächste Änderung an der Verbindung Brauweiler – Lutterade – Jupille folgte im Jahr 1947, als die Leitung durchweg auf zwei 220-kV-Kreise ausgebaut wurde. Diese bildete fortan einen Grundstein für den internationalen Stromaustausch, der 1951 mit Gründung der UCPTE das bis heute bestehende größte Europäische Netzverbundsystem folgte. Noch einige Zeit blieb sie nicht nur die einzige Verbindung des deutschen mit dem belgischen, sondern auch mit dem niederländischen Netz, da die Leitung von Kleve nach Nijmegen schon 1947 wieder abgebaut wurde.

## Verlauf
Die Freileitung führte vom Kraftwerk Weisweiler aus Richtung Westen und überquerte bei Kerkrade die Staatsgrenze bis nach Schoonbron. Von einem Kreuzungsmast beim Umspannwerk Schoonbron aus verlief ein Abzweig nordwärts nach Lutterade. Das Umspannwerk selbst wurde jedoch erst an die Leitung angeschlossen, als diese auf 150 Kilovolt umgerüstet wurde. Bei Maastricht knickt die Leitung nach Süden ab und führte weiter nach Jupille bei Liége. Der Stromkreis zwischen Deutschland und Belgien war nicht an das niederländische Stromnetz angeschlossen. Somit hatte die Freileitung insgesamt drei Stromkreise: Weisweiler – Jupille, Weisweiler – Lutterade und Lutterade – Jupille.

## Bauform
Es wurden ausschließlich RWE-Tannenbaummasten verbaut. Einige Masten haben jedoch noch eine verbreiterte oberste Traverse, um zusätzliche Erdseile aufnehmen zu können. Bei Abspannmasten wurden diese dann auf einer separaten Erdseiltraverse untergebracht.

## Heute
In den Niederlanden existiert beim Umspannwerk Schoonbron noch ein Teilstück der Leitung und wird mit 150 kV betrieben. Zwischen Jupille und Visé in Belgien existiert ein weiteres Teilstück der Leitung.